# Манд (округ)
Манд (фр. Mende) — округ (фр. Arrondissement) во Франции, один из округов в регионе Лангедок-Руссильон. Департамент округа — Лозер. Супрефектура — Манд.
Население округа на 2006 год составляло 63 758 человек. Плотность населения составляет 18 чел./км². Площадь округа составляет всего 3479 км².